# Lycium ciliatum
Lycium ciliatum ist eine Pflanzenart aus der Gattung der Bocksdorne (Lycium) in der Familie der Nachtschattengewächse (Solanaceae).

## Beschreibung
Lycium ciliatum ist ein aufrecht wachsender Strauch, der Wuchshöhen von 1,6 bis 2 m erreicht. Seine Laubblätter können behaart oder unbehaart sein und erreichen Längen von 5 bis 75 mm und Breiten von 4 bis 45 mm.
Die Blüten sind zwittrig und meist fünfzählig, selten auch sechszählig. Der Kelch ist glockenförmig und kann unterschiedliche Behaarung aufweisen. Die Kelchröhre 1,5 bis 2,5 mm lang, die Kelchlappen sind länger als die Kelchröhre und 4 bis 8,5 mm lang. Die Krone ist trichterförmig. Sie ist weiß und schmutzigweiß gefärbt. Die Kronröhre hat eine Länge von 3 bis 6 mm, die Kronlappen erreichen 3,5 bis 8,5 mm Länge. Die Staubfäden sind behaart.
Die Frucht ist eine rote oder orange, kugelförmige bis eiförmige Beere mit einer Länge und einer Breite von 5 bis 8 mm. Je Fruchtblatt werden 15 bis 35 Samen gebildet.
Die Chromosomenzahl beträgt 2n = 24 oder 48.

## Vorkommen
Die Art ist in Südamerika verbreitet und kommt dort in Argentinien, Bolivien, Brasilien und Uruguay vor.

## Systematik
Molekularbiologische Untersuchungen platzieren die Art als Schwesterart zu Lycium chilense. Beide werden in die Sektion Schistocalyx eingeordnet, die sich durch eine vergrößerte und bewimperte Basis der Staubfäden auszeichnen. Die Sektion ist damit eine der wenigen der traditionellen Systematik der Gattung, die sich durch molekularbiologische Methoden bestätigen ließ. Die Ergebnisse der Untersuchungen legen zudem nahe, dass Lycium chilense nicht monophyletisch ist, sondern Lycium ciliatum enthält.

## Nachweise

### Hauptbelege
- J.S. Miller und R.A. Levin: Lycium ciliatum. In: Project Lycieae